# Edgar du Perron (jurist)
Charles Edgar du Perron (Amsterdam, 1965) is een Nederlands jurist.
Du Perron is vernoemd naar zijn grootvader, de dichter E. du Perron. Hij studeerde rechten aan de Universiteit van Amsterdam van 1983 tot 1988. Aansluitend was hij tot 1993 assistent-in-opleiding (promovendus) aan de UvA, waar hij schreef aan proefschrift onder begeleiding van Hans Ankum en Paul Cahen. In 1993 werd Du Perron medewerker van het wetenschappelijk bureau van de Hoge Raad der Nederlanden en gerechtsauditeur bij de Hoge Raad. Op 21 mei 1999 promoveerde hij cum laude op het proefschrift Overeenkomst en derden. Een analyse van de relativiteit van de contractswerking. 
Slechts een maand na zijn promotie, op 21 juni 1999, werd Du Perron benoemd tot hoogleraar privaatrecht aan de UvA. Hij hield zijn oratie, getiteld Een afgesloten weg, op 27 juni 2001. Vanaf 2006 was hij tevens decaan van de rechtenfaculteit. Hij was tevens sinds 1998 rechter-plaatsvervanger bij de Rechtbank Den Haag en sinds 1999 raadsheer-plaatsvervanger bij het Gerechtshof Amsterdam. Op 16 februari 2015 werd Du Perron aanbevolen voor benoeming tot raadsheer in de civiele kamer van de Hoge Raad per 1 april 2016. De Tweede Kamer nam de aanbeveling ongewijzigd over op haar voordracht van 7 april en in maart 2016 werd hij ten overstaan van de Koning beëdigd. Per 1 april 2016 werd zijn aanstelling als hoogleraar tevens omgezet in een onbezoldigde functie; als decaan van de rechtenfaculteit van de UvA werd hij opgevolgd door André Nollkaemper.
Bestuur van de Hoge Raad:
G. de Groot (president) · M.V. Polak · M.J. Kroeze ·  V. van den Brink · J. de Hullu · R.J. Koopman · M.E. van Hilten (vicepresidenten)

Eerste kamer:
G. de Groot · 
M.V. Polak · 
M.J. Kroeze (vzrs.) · 
A.E.B. ter Heide ·
F.J.P. Lock · 
G.C. Makkink · 
C.E. du Perron · 
F.R. Salomons · 
S.J. Schaafsma · 
C.H. Sieburgh · 
T.H. Tanja-van den Broek · 
K. Teuben · 
H.M. Wattendorff

Tweede kamer:
V. van den Brink · 
M.J. Borgers (vzrs.) · 
Y. Buruma · 
C. Caminada · 
J.C.A.M. Claassens · 
C.N. Dalebout · 
T. Kooijmans · 
M. Kuijer · 
A.E.M. Röttgering ·
A.L.J. van Strien ·
T.B. Trotman

Derde kamer:
M.E. van Hilten · 
J.A.R. van Eijsden (vzrs.) · 
M.T. Boerlage ·
P.A.G.M. Cools ·
E.F. Faase · 
M.W.C. Feteris · 
M.A. Fierstra · 
R.J. Koopman ·
E.N. Punt ·
A.E.H. van der Voort Maarschalk · 
J. Wortel

J.E.M. Polak (i.b.d.) · 
H.G. Sevenster (i.b.d.) · 
C.J. Borman (i.b.d.)

Parket:
F.W. Bleichrodt (procureur-generaal) · 
M.H. Wissink (plv. procureur-generaal) · 

Advocaten-generaal civiel:
B.F. Assink · 
R.H. de Bock · 
B.J. Drijber · 
T. Hartlief · 
F.F. Langemeijer (i.b.d.) · 
S.D. Lindenbergh · 
M.L.C.C. Lückers · 
G.R.B. van Peursem · 
E.B. Rank-Berenschot · 
G. Snijders · 
W.L. Valk · 
P. Vlas · 
E.M. Wesseling-van Gent 

Advocaten-generaal straf:
D.J.C. Aben · 
P.M. Frielink · 
A.E. Harteveld · 
E.J. Hofstee · 
B.F. Keulen · 
D.J.M.W. Paridaens · 
T.N.B.M. Spronken · 
P.C. Vegter (i.b.d.)

Advocaten-generaal belasting:
C.M. Ettema · 
R.L.H. IJzerman · 
R.E.C.M. Niessen · 
P.J. Wattel